# Payne County
Payne County är ett administrativt område i delstaten Oklahoma, USA. År 2010 hade countyt 77 350 invånare. Den administrativa huvudorten (county seat) är Stillwater.

## Geografi
Enligt United States Census Bureau så har countyt en total area på 1 806 km². 1 778 km² av den arean är land och 88 km² är vatten.

### Angränsande countyn
- Noble County - nord
- Pawnee County - nordost
- Creek County - öst
- Lincoln County - syd
- Logan County - sydväst